# Sebastiano Manilio
Sebastiano Manilio est un humaniste italien du XVe siècle.

## Biographie
Sebastiano Manilio naquit à Arezzo en Toscane. Il était l’un des membres de l’académie fondée à Rome par Giulio Pomponio Leto. D’après un de ses ouvrages, on peut conjecturer qu’il cultivait la médecine, ou du moins qu’il en avait fait une étude spéciale. C’est la traduction italienne d’un recueil intitulé Fasciculo de medicina in vulgare el quale tracta de tute le infirmitate del corpo humano e de la anatomia de Guillo : e multi altri tractati composti per diversi eccelentissimi doctori, Venise, 1493, in-fol., volume très-rare. On doit, en outre, à Manilio une traduction italienne des Épîtres de Sénèque, ibid., 1494, in-fol., 1er édit. , rare. Lodovico Domenichi, dans son dialogue Della stampa (p. 381, 390) reproche à Doni d’avoir publié sous son nom cette version de Manilio, Venise, 1549, in-8°, et Zeno, dans ses notes sur la Bibliot. dell’eloquenza, t. 1er, p. 224, confirme l’accusation de plagiat portée contre Doni. Mais le P. Paitoni cherche à le disculper, par la raison que Doni, dans l’épître dédicatoire, ne se déclare point l’auteur de cette version, et qu’il est probable que l’imprimeur a mis son nom sur le frontispice sans son aveu (voy. la Biblioteca dei volgarizat., t. 4, p. 19).

## Sources et références
- « Manilio (Sébastien) », dans Louis-Gabriel Michaud, Biographie universelle ancienne et moderne : histoire par ordre alphabétique de la vie publique et privée de tous les hommes avec la collaboration de plus de 300 savants et littérateurs français ou étrangers, 2e édition, 1843-1865 [détail de l’édition]